# Andrew Green
Andrew Green (14 giugno 1965) è un ingegnere britannico, attuale direttore tecnico di Aston Martin Performance Technology.

## Carriera
Green ha studiato ingegneria meccanica. Nel 1987 iniziò a lavorare come ingegnere progettista alla Reynard Cars, e fece il debutto nel settore automobilistico nel team di Formula 3000. Ha aiutato Adrian Reynard per progettare il tuo primo telaio di Formula 3000 per la stagione 1988. La vettura vinse quella stagione. Gary Anderson si unì al team e i due hanno un ottimo rapporto, così tanto che quando Eddie Jordan chiese ad Anderson di andare nel nuovo team, Gary portò Green con lui. Così, nel 1990, entra a far parte del dipartimento di progetto del team Jordan Grand Prix, lavorando con Gary Anderson e Mark Smith (Anderson progettava il telaio, Green si prese cura delle sospensioni e Smith delle trasmissioni), rimane in questa squadra fino al 1995. Dopo aver superato questo periodo come un progettista, nel 1996, Green diventò ingegnere di pista di Rubens Barrichello, e nella stagione seguente, di Ralf Schumacher.
Ha iniziato la carriera come designer, nel 1997, dopo aver ricevuto un'offerta dalla British American Racing (BAR), aiutò Malcolm Oastler con il disegno della prima vettura del team, la BAR 01, che garregiò nella stagione 1999. Tuttavia le vetture non ottennero successo. Dopo aver lasciato la squadra nel 2002, ha fondato la sua società di progettazione, lavorando per la Jaguar Racing, Green restò anche dopo l'acquisizione della Red Bull che trasformò il team in Red Bull Racing per competere nella stagione del 2005. Nel 2008, ha fondato la sua società di consulenza e si è unito alla Force India nel giugno 2010 come direttore di ingegneria. Green fu promosso Direttore Tecnico del team indiano all'inizio del 2011, dopo che Mark Smith si trasferì al Team Lotus. Nel 2019 con l'acquisto della Force India e la fondazione dalle sue ceneri da parte del miliardario Lawrence Stroll della Racing Point, mantiene il ruolo di direttore tecnico anche nella nuova scuderia.